# Idaea belemiata
Idaea belemiata là một loài bướm đêm trong họ Geometridae.